# Juan Bautista Señorans
Juan Bautista Señorans (Argentina, 1859-1933) fue un médico fisiólogo, toxicólogo y gastroenterólogo argentino, creador de la primera cátedra de toxicología del continente americano en la Facultad de Medicina de la Universidad de Buenos Aires. Bernardo Houssay lo reconocía como su verdadero maestro, junto con Claude Bernard.

## Biografía
Era hijo de Juan Bautista Señorans y Martínez-Zabala y de Aurelia Pierretti-Panelo, Su hermano se llamaba Julio Santiago Señorans-Pierretti. Era nieto de inmigrantes gallegos. Los Señorans de Argentina eran originarios de Galicia (España) y los Martínez Zabala de San Julián de Musques, del País Vasco (España).

## Estudios
En 1876 ingresó en la Facultad de Ciencias Médicas de Buenos Aires.

Señorans es la personalidad más descollante entre los estudiantes de medicina [...]. Jamás en las aulas de nuestras universidades o colegios se han tributado honores más merecidos que los que ha recibido en su carrera. A una inteligencia privilegiada y nutrida de conocimientos extraordinarios se une en Señorans una voluntad inquebrantable, una bondad extrema, suma franqueza de carácter, merced a lo cual le ha sido fácil alcanzar la consideración y el respeto con que se le distingue entre los miembros de su generación.
Samuel Gache

Se graduó con una tesis dirigida por el odontólogo Mauricio González Catán (1823-1895) y titulada Vivicauterización del cerebelo, tema que denota su inclinación por la experimentación.

Pertenezco a la generación de algo que no se volverá a ver, de un trayecto único que nos elevó del cerato y del emplasto a la práctica genial del método pasteuriano y al determinismo de Claude Bernard.
Juan Bautista Señorans

El Gobierno de la provincia de Buenos Aires le otorgó una beca que le permitió perfeccionarse en Europa con
Jean-Baptiste Vincent Laborde (1830-1903) y Charles Robert Richet (1850-1935) ―en París―, y con Shaefer y Halliburton ―en Londres―. Estudió con el fisiólogo y neurólogo mauriciano Charles-Édouard Brown-Séquard (1817-1894), con Alfred Vulpian (1826-1887) y con el fisiólogo italiano Ángelo Mosso (1846-1910).
Conoció personalmente al neurólogo francés Jean-Martin Charcot (1825-1893), el bacteriólogo francés Louis Pasteur (1822-1895) y al colaborador de este, Emile Roux (1853-1933).
En 1882, González Catán ―por vía epistolar― lo estimulaba a seguir sus estudios sobre Fisiología Experimental. Sus primeros estudios experimentales consistieron en la realización de cauterizaciones de cerebelo en aves y mamíferos. Ya se lo consideraba el primer experimentador argentino y, como consecuencia, el que había logrado por primera vez concretar el sutil pasaje de la medicina de la observación a la de la experimentación. Tal vez no haya advertido que estaba luchando contra un monstruo difícil de abatir: el conservadurismo científico.

Durante su permanencia en Europa, Señorans estudió con esa pasión fría y fecunda [...] Y volvió a sus lares con un gran tesoro de ciencia y experiencia y dio su primera clase de Fisiología Experimental en el Círculo Médico Argentino, el 15 de septiembre de 1886 [...] Yo creo que el mejor elogio que se hizo de Señorans fue el de Tamini, cuando mucho tiempo antes, al escuchar su examen de Fisiología, había manifestado de él: «Me parece oír a Rawson». En efecto, Señorans era el Rawson de la Fisiología.
Osvaldo Loudet, médico argentino (1862-1894)

No obstante, sin tener en cuenta los reglamentos de la Facultad, se lo postergó como profesor de Fisiología Experimental y, poco después, a pesar de ocupar el primer puesto de la terna ―como les ocurriera a Corbellini (1872-1920) y a Ingenieros (1877-1925)― no se lo designó como titular de la cátedra de Medicina Legal y Toxicología. Pero fue el Dr. Rafael Herrera Vegas quien propuso en el Consejo Académico la creación de la cátedra de Fisiopatología Experimental (luego denominada Toxicología Experimental) donde se enseñaba Fisiología, Toxicología y Farmacodinamia. Para ella se nombró a Señorans, quien ocupó la titularidad durante varios años.

## Trabajos
Uno de sus discípulos fue Aníbal J. Señorans Lasso de la Vega ―hijo del coronel Jorge Señorans y de Rosario Lasso de la Vega, y sobrino segundo de Juan Bautista Señorans―. Ambos inventaron sofisticados aparatos para extraer jugos gástricos y analizarlos, que les valieron su reconocimiento en Argentina y Europa.
Con el paso del tiempo se ha olvidado que Juan B. Señorans fue el iniciador de la escuela de Fisiología Experimental en la Argentina, como quedó documentado en el reconocimiento que le hiciera otro de sus discípulos, el premio nobel Bernardo A. Houssay, en un discurso del año 1921:

Señores: el profesor Señorans ha sido el iniciador de la Fisiología Experimental en nuestro país y me complazco en decir que todo lo más serio que se ha hecho después desciende espiritualmente del impulso inicial que él diera. Como profesor fue un ejemplo, a la vez solemne y familiar, siempre bondadoso, constantemente sugiriendo y alentando. Como hombre fue el prototipo del caballero a la antigua usanza. No se forman en nuestros tiempos hombres que amalgamen tan bien la erudición profunda, la sencillez, la distinción de palabra, de modales y de acciones. Los experimentadores del país lo consideramos nuestro verdadero maestro. Las generaciones presentes y venideras podrán tomar su vida como un ejemplo de rectitud y acrisoladas virtudes.
Bernardo Houssay

Houssay aprendió el modelo experimental que usó en sus trabajos de Juan B. Señorans, el cual, a su vez, lo había tomado de Claude Bernard, quien había comenzado el uso de perros en experimentación a mediados del siglo XIX, en París (Francia). Así, los famosos «perros de Houssay», con los que realizó los trabajos que le valieron el Premio Nobel de Fisiología o Medicina en 1947, constituían un modelo de experimentación originado en las enseñanzas de Juan Bautista Señorans. 
En 1892, Juan Bautista Señorans crea la primera cátedra de Toxicología en la Facultad de Medicina de la Universidad de Buenos Aires siendo la primera de su tipo en el mundo.
En 1893 publicó el primer programa de esa materia, admirable por su contenido, su ordenamiento, su amplitud y el número de experiencias que abarcaba su desarrollo.
Entre 1893 y 1896, fue director de la Asistencia Pública, cargo que le ofreció su amigo, el presidente Luis Sáenz Peña. Le tocó tomar los recaudos para combatir sendas epidemias de cólera y fiebre amarilla y, durante su gestión, se fundaron la Casa de Aislamiento y el Hospital Pirovano.
En 1932, Houssay le solicitó datos para publicar su biografía. En ella, con amargura, mencionaba la falta de tiempo y apoyo para una plena dedicación a la experimentación. Para sustentarse económicamente había utilizado sus horas en la atención del consultorio donde se ocupaba de las afecciones del aparato digestivo.
Sus pasatiempos predilectos en sus últimos años fueron los libros y la música que interpretaba en el órgano. En esa época había escrito:

La nostalgia de la edad madura, las añoranzas de la juventud pasada, no entristecen tanto como pudiera creerse. Cuando hemos pagado tributo a todas las pasiones, si vivimos en nosotros mismos, dedicados a algún estudio o algún arte en relación con la edad, no habrá nada más grato que una vejez retirada.
Juan Bautista Señorans

Falleció en 1933, a los 74 años de edad, con plena capacidad cognitiva.